# Lyngbakr

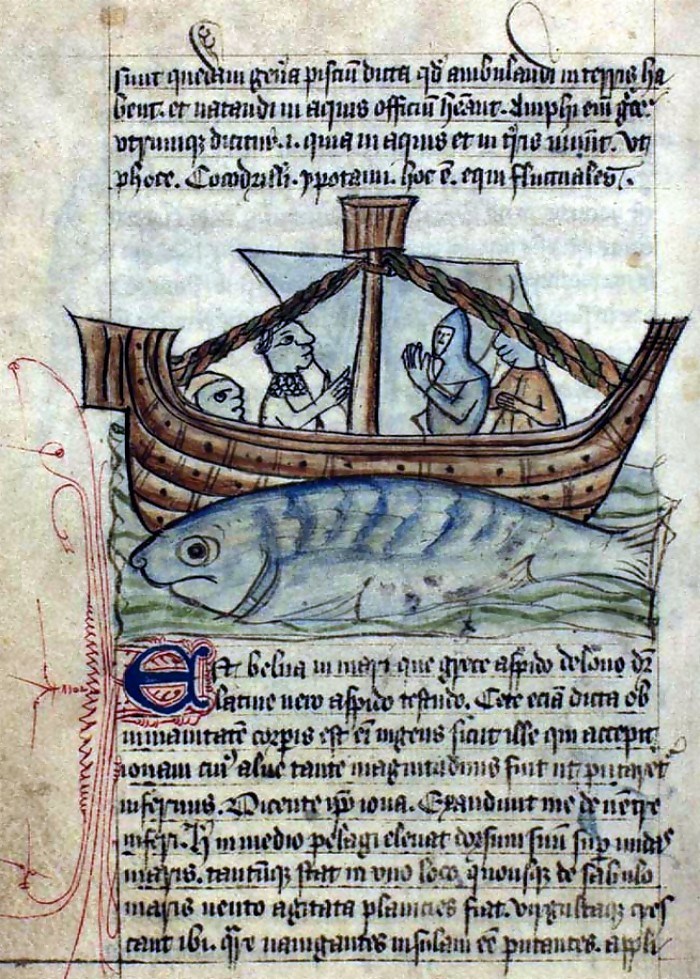
Aspidochélon (1633)

Lyngbakr est un monstre marin décrit dans la mythologie nordique, plus précisément dans la saga d'Örvar-Oddr. Parfois décrit comme un grand poisson, une baleine ou un kraken, Lyngbakr se ferait passer pour une île géante afin d'attirer des bateaux pour les engloutir dans les profondeurs.